# Eulasia palmyrensis
Eulasia palmyrensis es una especie de coleóptero de la familia Glaphyridae.

## Distribución geográfica
Habita en Siria.